# NGC 3626
NGC 3626 (còn được gọi là Caldwell 40) là một thiên hà xoắn ốc có độ kín trung bình và vật thể Caldwell trong chòm sao Sư Tử. Nó được phát hiện vào ngày 14 tháng 3 năm 1784 bởi William Herschel. Nó tỏa sáng ở cường độ +10,6  +10,9. Tọa độ thiên thể của nó là 11h 20.1m, +18° 21′. Nó nằm gần sao lớp A4 có thể nhìn bằng mắt thường là Zosma, cũng như các thiên hà NGC 3608, NGC 3607, NGC 3659, NGC 3686, NGC 3684, NGC 3691, NGC 3681 và NGC 3655. Kích thước của nó là 2',7 × 1',9.  Thiên hà thuộc nhóm NGC 3607 cách xa khoảng 70 triệu năm ánh sáng, bản thân nó là một trong nhiều nhóm Leo II.